# Квашня (деревня)
Квашня — деревня в Андреапольском муниципальном округе Тверской области.

## География
Находится в западной части Тверской области на расстоянии приблизительно 30 км на восток-юго-восток по прямой от города Андреаполь.

## История
Ещё на карте Шуберта были отмечены деревни Большая и Малая Квашня. В 1859 году здесь (уже единая деревня Квашня Осташковского уезда) было учтено 6 дворов, в 1939 — 24 в деревне Большая Квашня и 11 в деревне Малая Квашня. До 2019 года входила в Луговское сельское поселение Андреапольского района до их упразднения.

## Население
Численность населения: 65 человек (1859 год), 1 (русские 100 %) 2002 году, 0 в 2010.